# The Highwaymen (supergroupe)
 (octobre 2020).
Si vous disposez d'ouvrages ou d'articles de référence ou si vous connaissez des sites web de qualité traitant du thème abordé ici, merci de compléter l'article en donnant les références utiles à sa vérifiabilité et en les liant à la section « Notes et références ».
The Highwaymen est un supergroupe de musique country composé de Johnny Cash, Waylon Jennings, Willie Nelson et Kris Kristofferson, quatre artistes connus notamment pour leur influence sur la outlaw country.
Entre 1985 et 2002, le groupe a enregistré trois albums : deux chez Columbia Records et un chez Liberty Records. Trois des singles issus de leurs deux premiers albums se sont classés dans les charts. Le premier, Highwayman (1985), a même atteint la première place.

## Histoire

### Fin du groupe
Le groupe se dissout en 2002, l'année du décès de Waylon Jennings.
Après la mort de Johnny Cash en 2003 et celle de Kris Kristofferson en 2024, Willie Nelson est le dernier membre du groupe encore en vie.

## Discographie

### Albums
- 1985 : Highwayman
- 1990 : Highwayman 2
- 1995 : The Road Goes on Forever

### Compilations
- 2005 : The Road Goes On Forever (édition anniversaire)
- 2010 : The Essential Highwaymen
- 2016 : American Outlaws (Live)
- 2016 : The Very Best of the Highwaymen